# Karakuş (Kommagene)

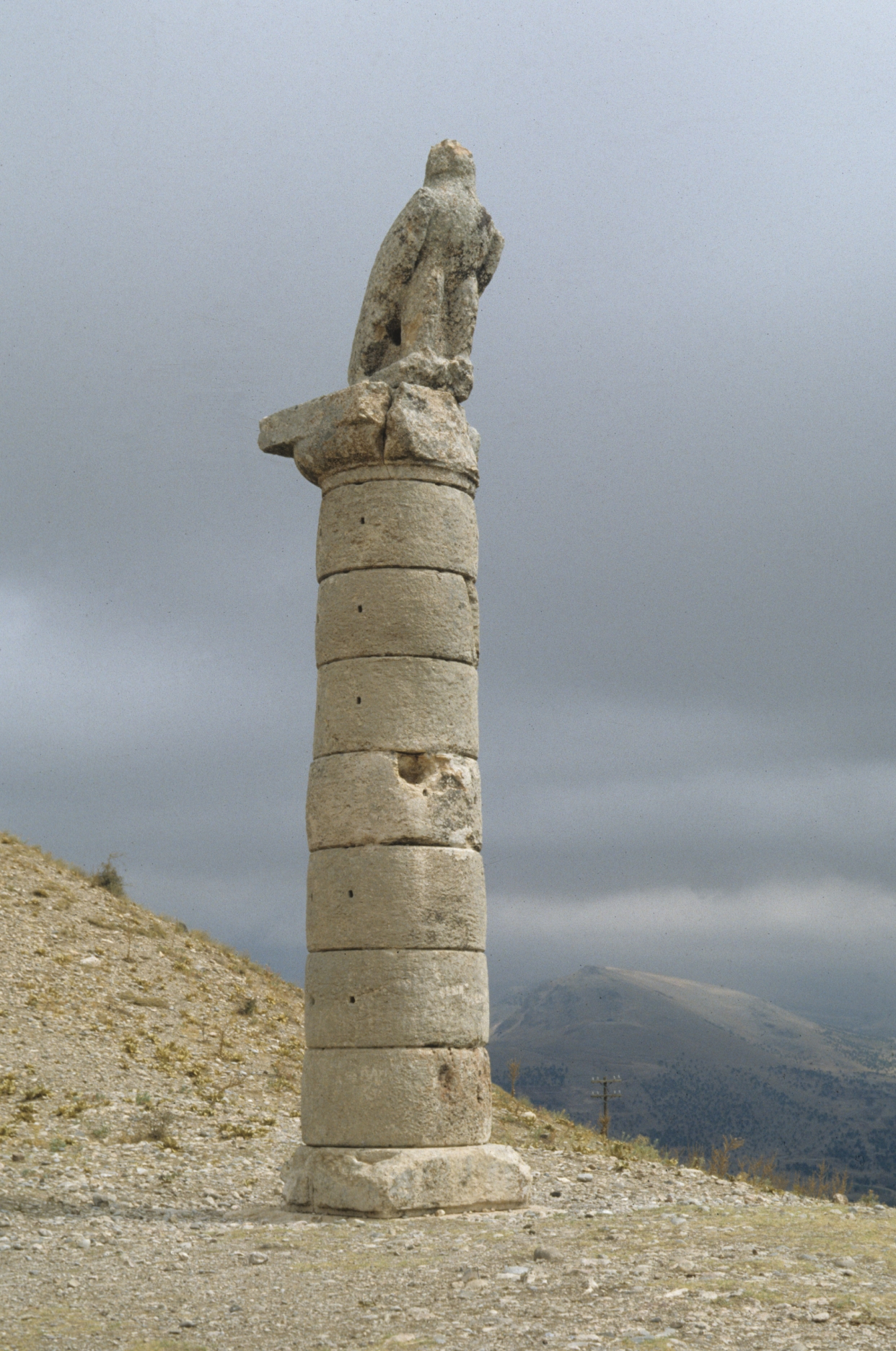
Südsäule mit Adler

Der Grabhügel Karakuş (türkisch für Schwarzer Vogel i. e. Kaiseradler) liegt etwa zehn Kilometer nördlich von Kâhta in der türkischen Provinz Adıyaman, an der zum Nemrut Dağı führenden Straße. Er stellt ein Hierothesion für weibliche Angehörige des Königshauses von Kommagene dar.
Koordinaten: 37° 52′ 10″ N, 38° 35′ 17″ O

## Grabhügel
Der Grabhügel wurde von Mithridates II. (reg. 38-20 v. Chr.), dem Sohn Antiochos’ I. für seine Mutter Isias, seine Schwestern Laodike und Antiochis und deren Tochter Aka angelegt. Es handelt sich um einen künstlich aufgeschütteten Tumulus aus Schottersteinen von etwa 35 m Höhe und einem Durchmesser von etwa 110 Metern. Er enthält die einzige bisher in den kommagenischen Hierothesia gefundene Grabkammer, die 1967 von Friedrich Karl Dörner durch Bohrungen nachgewiesen werden konnte. Die Räume waren allerdings schon in der Antike geplündert worden. Im Zuge der Bohrungen stellte Dörner fest, dass große Mengen der wertvollen dolomitischen Quader entfernt waren. Sie waren von römischen Legionären im zweiten nachchristlichen Jahrhundert zum Bau der nahe gelegenen Chabinas-Brücke verwendet worden.

## Säulen
Der Hügel wurde ursprünglich von drei Paaren von ionischen Säulen im Süden, Nordwesten und Nordosten flankiert. Sie stehen auf 0,60 Meter hohen Plinthen, sind über 7 Meter hoch und haben einen Durchmesser von 1,70 Metern. Im Nordosten sind noch beide Säulen erhalten, von denen die eine einen Stier trägt, während die andere eine Inschrift vorzuweisen hat, durch die drei der Bestatteten identifiziert werden konnten. Im Nordwesten ist eine Säule erhalten, auf der ein Dexiosisrelief steht, das vermutlich Laodike und Mithridates zeigt. Es ist die einzige bekannte Dexiosis von Kommagene, auf der eine Frau abgebildet ist. Am Abakus der Säule, in acht Meter Höhe, befindet sich eine weitere Inschrift, die erst 1979 von Jörg Wagner entziffert werden konnte. Darin wird Laodike, die zweite Tochter Antiochos’ erwähnt, die mit dem Partherkönig Orodes II. vermählt war. Dadurch konnte die Anlage Mithridates II. zugewiesen werden, nachdem Dörner sie zunächst Mithridates Kallinikos, dem Vater Antiochos I. zugeschrieben hatte. Die zweite, zerstörte Säule im Nordwesten trug ein Löwenbild, dessen Kopf noch in der Nähe liegt. Die südliche Säule schließlich trägt eine Adler-Skulptur, die dem gesamten Grabhügel den Namen gibt.
In dem Grabhügel von Sesönk, etwa 60 Kilometer südwestlich nahe dem Euphrat, wurde ebenfalls eine Grabkammer freigelegt. Dort ist allerdings umstritten, ob es sich um ein kommagenisches Hierothesion oder um ein römisches Grabmonument handelt.

## Forschungsgeschichte
Erstmals erwähnt wird der Hügel von Helmuth von Moltke in seinen Briefen aus der Türkei. Nach seinen Berichten hatte Heinrich Kiepert bereits 1842 in seiner Kleinasienkarte „zwei Säulen“ verzeichnet. Als nächste besuchten 1882 der deutsche Archäologe Otto Puchstein und der Ingenieur Karl Sester bei ihrer ersten Erforschung des Königreichs Kommagene den Karakuş, sowie ein Jahr darauf nochmals Puchstein, diesmal in Begleitung des klassischen Archäologen Karl Humann. Bereits hier wurde die Inschrift der Nordost-Säule entdeckt und festgehalten
Schließlich untersuchte F. K. Dörner zunächst 1938 auf seiner Nemrut-Dağ-Expedition und später in den 1960er Jahren das Hierothesion, wobei die zweite Inschrift zwar gefunden, aber noch nicht gelesen werden konnte. Er ließ von Bergbauingenieuren mit einer Bohrmaschine einen Schacht in der Hügel treiben und entdeckte eine eingestürzte Kammer. Heute wird allerdings angezweifelt, ob dies tatsächlich die gesuchte Grabkammer war oder ob diese sich, wie bei anderen Tumuli in Nordsyrien, unter dem aufgeschütteten Hügel befand.

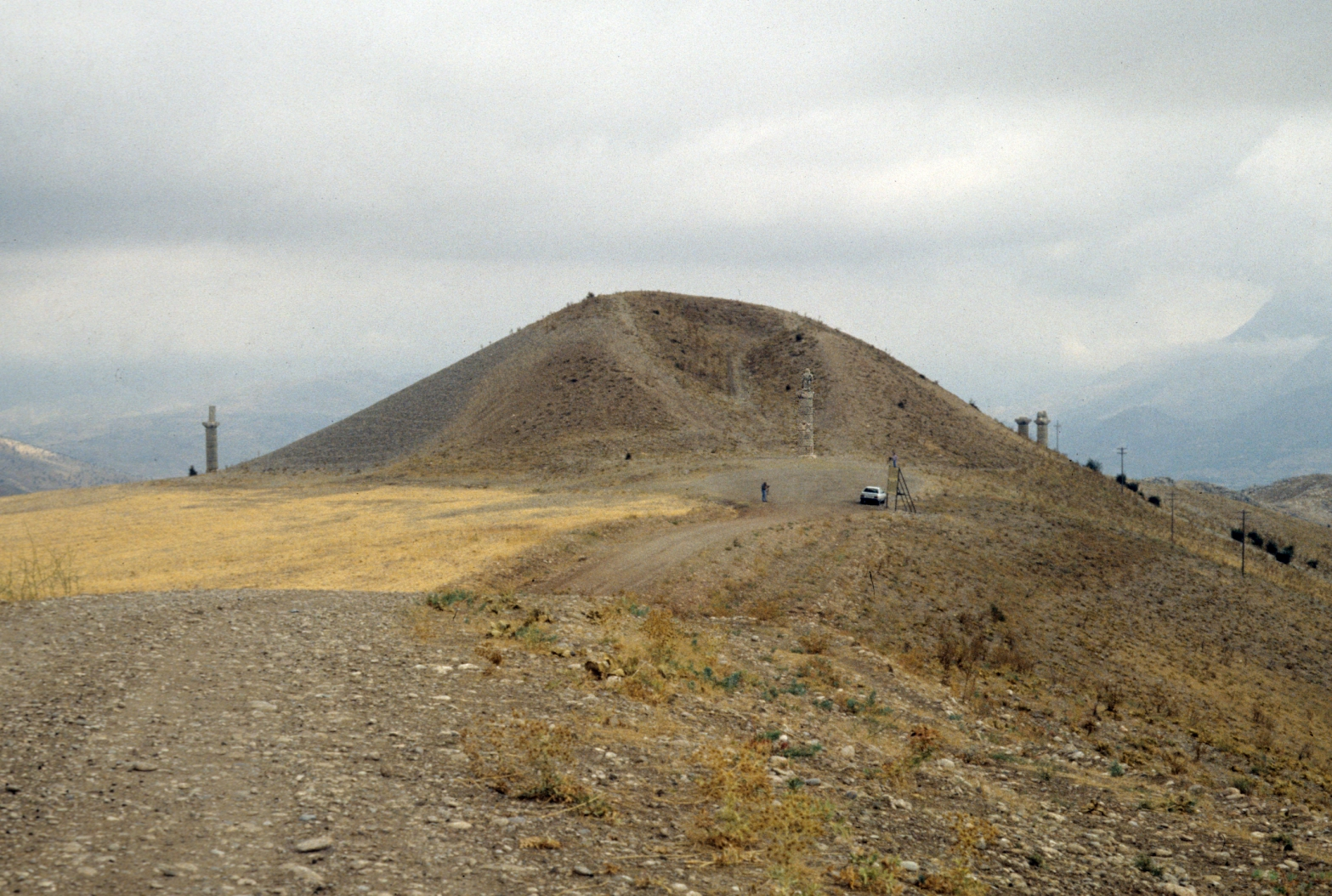
Grabhügel von Süden
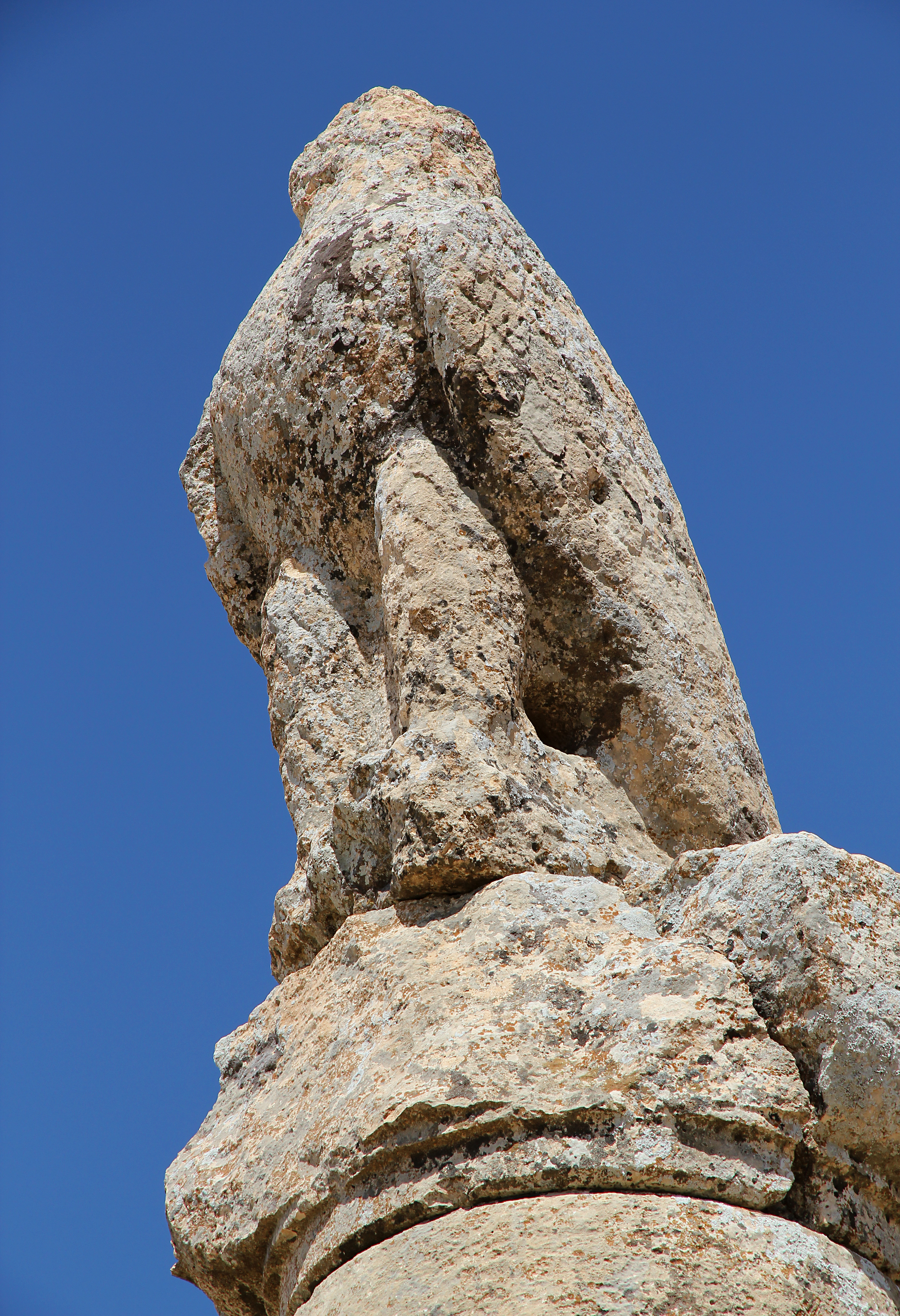
Adlerskulptur
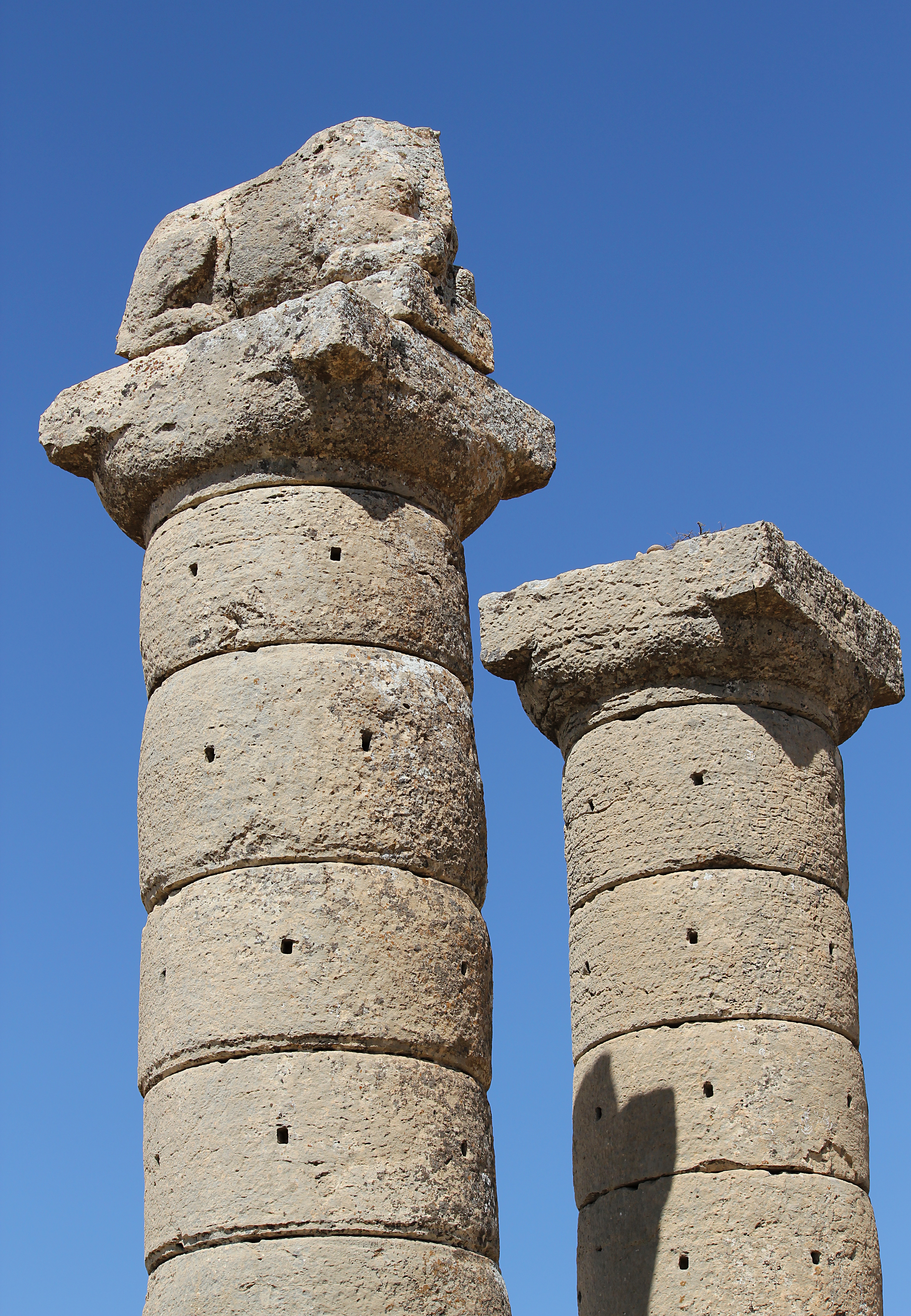
Stierskulptur auf Säulenpaar im Nordosten
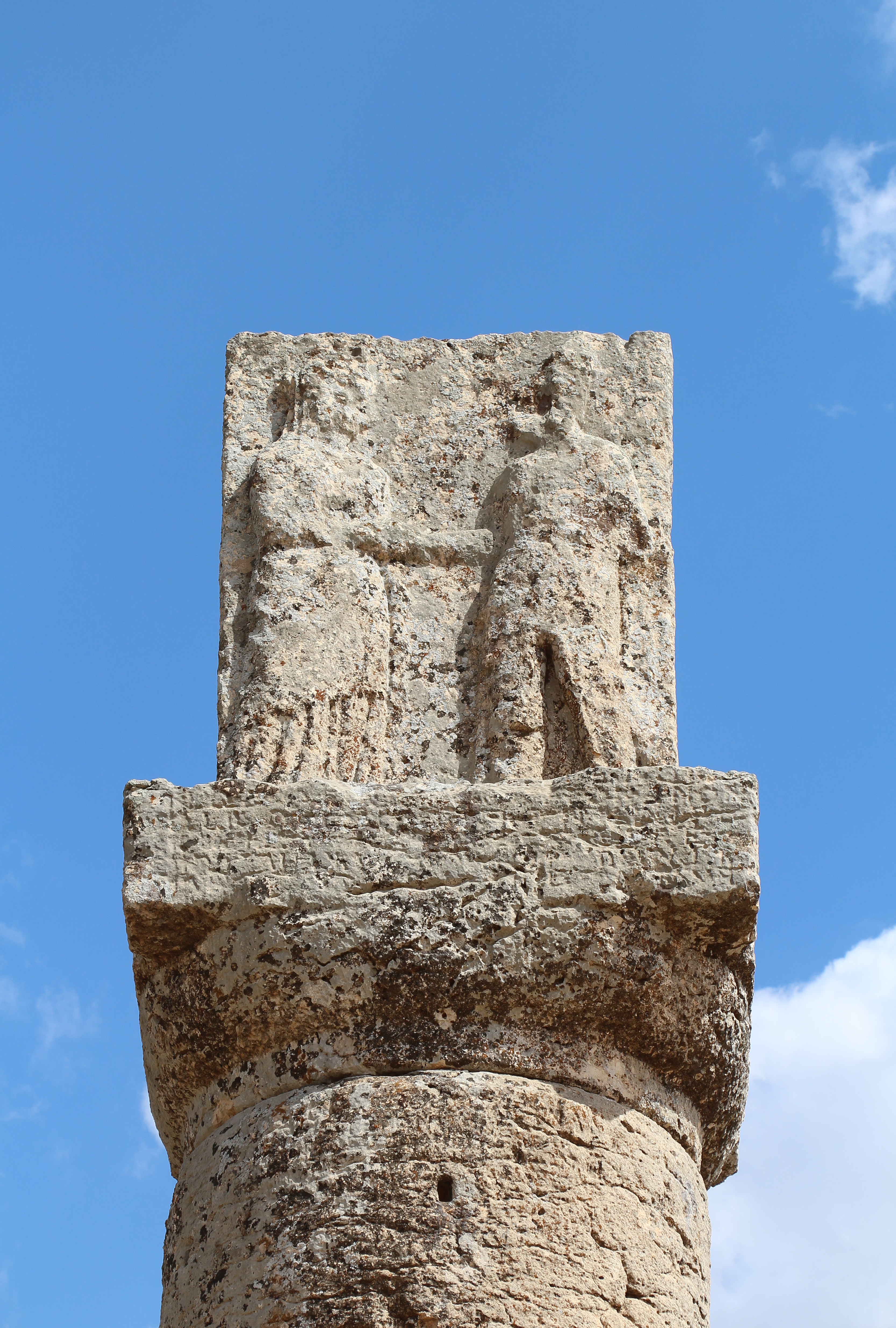
Dexiosis auf Nordwest-Säule, vermutlich Laodike und Mithridates